# Ернест Ербштейн
Ернест Егрі Ербштейн (нім. Ernest Egri Erbstein; нар. 13 травня 1898, Надьварад, Австро-Угорщина — пом. 4 травня 1949, Суперга, Турин, Італія) — угорський футболіст єврейського пожодження, що грав на позиції півзахисника. По завершенні ігрової кар'єри — футбольний тренер. Також відомий як Ерно Ербштейн (угор. Erbstein Ernő) і Антон Ербштейн (італ. Anton Erbstein).

## Спортивна кар'єра
Навчався в Будапештському університеті, на кафедрі фізичного виховання (спеціальність — легка атлетика). У цей час почав виступати за футбольну команду БАК. Здобувши освіту, працював біржовим маклером.
З 1924 року виступав у Італії. По одному сезону грав за команди «Олімпія» (Фіуме) і «Віченца». 1926 року було заборонено італійським клубам мати у своїх складах легіонерів і Ернест Ербштейн поїхав до Північної Америки. Три сезони захищав кольори клубу «Бруклін Вондерерс» з Нью-Йорка. Одночасно працював маклером на місцевій біржі.
1927 року розпочав тренерську кар'єру, очолив тренерський штаб клубу «Андрія». 1928 року став наставником клубу «Барі». Команда завершила сезон на тринадцятому місці в групі «А» національного дивізіону. Надалі очолював команди «Ночеріна», «Кальярі», «Барі», «Луккезе-Лібертас» і «Торіно». Під його керівництвом клуби провели чотири сезони в Серії A. Найкращий результат — друге місце з «Торіно» в сезоні 1938/39.
Був змушений виїхати до Нідерландів, потім повернувся в Угорщину. 1944 року перебував у гетто Будапешта. Був відправлений на примусові роботи до Німеччини, але в дорозі йому вдалося втекти. За допомоги Рауля Валленберга отримав шведське громадянство, але знаходисвя на напівлегальному положенні до звільнення Будапешта.
1946 року повернувся до Турина. Спочатку працював консультантом, а з 1948 року — технічним директором «Торіно». У повоєнний час туринський клуб став одноосібним лідером італійського футболу. Під керівництвом Леслі Лівслі і Ернеста Ербштейна, команда впевнело лідирувала і в сезоні 1948/49.
Навесні 1949 року керівництво туринського клубу прийняло запрошення від португальського гранда, «Бенфіки», взяти участь у товариській грі на честь однієї з найбільших тодішніх зірок лісабонського клубу, Франсішку Феррейри. Гра відбулася 3 травня 1949 року в Лісабоні й завершилася поразкою італійських гостей з рахунком 3:4. Наступного дня команда «Торіно», працівники клубу і журналісти вилетіли додому рейсом Лісабон—Барселона—Турин.
Поблизу Савони літак почав знижуватися через складні погодні умови. Приблизно о 17:03 — здійснив поворот для заходу на посадку і невдовзі зіткнувся з кам'яною огорожею базиліки Суперга на вершині однойменної гори, що височіє над околицями Турина. Внаслідок авікатастрофи усі чотири члени екіпажу і 27 пасажирів загинули на місці.
На момент загибелі основного складу «Торіно», до завершення сезону в Серії A лишалося чотири тури і команда очолювала чемпіонські перегони. В останніх турах, честь клубу захищали гравці молодіжної команди. Усі суперники в цих матчах («Дженоа», «Палермо», «Сампдорія» і «Фіорентина»), з поваги до загиблих чемпіонів, також виставляли на поле молодіжні склади своїх клубів. Молодіжна команда «Торіно» перемогла у всіх останніх іграх сезону, здобувши таким чином посмертний чемпіонський титул для своїх старших товаришів.
Ернест Егрі Ербштейн похований на Монументальному кладовищі в Турині.

## Досягнення
- Чемпіон Італії:

«Торіно»: 1949
- Віце-чемпіон Італії:

«Торіно»: 1939